# Risinghoe Castle Mills
Risinghoe Castle Mills är ett slott i Storbritannien.   Det ligger i kommunen Borough of Bedford i  riksdelen England, i den sydöstra delen av landet, 70 km norr om huvudstaden London. Risinghoe Castle Mills ligger 28 meter över havet.
Terrängen runt Risinghoe Castle Mills är platt. Runt Risinghoe Castle Mills är det ganska tätbefolkat, med 248 invånare per kvadratkilometer. Närmaste större samhälle är Bedford, 4,2 km väster om Risinghoe Castle Mills. Trakten runt Risinghoe Castle Mills består till största delen av jordbruksmark.